# Blannay
Blannay là một xã của Pháp,tọa lạc ở tỉnh Yonne trong vùng Bourgogne của Pháp. Xã này nằm ở độ cao từ 132 m đến 306 m.

## Hành chính
| Danh sách các thị trưởng               |           |                      |      |         |
| Giai đoạn                              | Giai đoạn | Tên                  | Đảng | Tư cách |
| tháng 3 năm 2001                       |           | Marie Claire Limosin |      | Maire   |
| Tất cả các dữ liệu trước đây không rõ. |           |                      |      |         |

## Biến động dân số
| Năm | 1962 | 1968 | 1975 | 1982 | 1990 | 1999 |
| --- | ---- | ---- | ---- | ---- | ---- | ---- |
| Dân số | 94   | 119  | 100  | 100  | 107  | 138  |
| From the year 1962 on: No double counting—residents of multiple communes (e.g. students and military personnel) are counted only once. |      |      |      |      |      |      |